# 산곡 분기점
산곡 분기점(山谷分岐點, Sangok Junction, 산곡JC)은 경기도 하남시 상산곡동과 광주시 남한산성면 엄미리에 걸쳐 설치된 중부고속도로와 제2중부고속도로가 만나는 분기점이자 제2중부고속도로의 종점이다. 청주 방향은 중부고속도로에서 제2중부고속도로로의 진입만, 하남 방향은 제2중부고속도로에서 중부고속도로 하남방향으로의 진입만 가능하다.

## 연혁
- 2001년 11월 23일 : 제2중부고속도로 개통과 함께 영업 개시[1]

## 구조물 정보
- 위치: 경기도 하남시 상산곡동, 광주시 남한산성면 엄미리

## 접속하는 노선

### 청주・하남방면
- 중부고속도로 (41번)

### 이천방면
- 제2중부고속도로 (41번)

## 구조
직결형 구조로 제2중부고속도로에서 하남 방향을 향해 오는 선이 그대로 중부고속도로 하남 방향으로 합류하는 구조이다. 중부고속도로 청주 방향에서 제2중부고속도로 이천 방향으로, 또는 그 반대 방향으로는 진출입이 불가능하다.